# 姚仲明
姚仲明（1914年8月15日—1999年12月26日），曾用名梦龄，男，山东东阿人，中华人民共和国剧作家、政治人物、外交官。

## 生平
抗日战争时任八路军山东纵队三支队政委，山东纵队政治部联络部部长。1946年任军调部青岛小组中共代表。1948年9月任济南市市长。
1950年至1958年任首位中华人民共和国驻缅甸大使。1961年8月至1966年4月任中華人民共和國駐印度尼西亞大使。和印尼总统苏加诺、印尼共主席艾地关系良好。“蛇口工业之父”袁庚在姚仲明领导下任中国驻雅加达总领事。